# Westfriedhof (Ingolstadt)
Der Westfriedhof Ingolstadt ist einer der vier Hauptfriedhöfe der Stadt Ingolstadt und liegt an der Westlichen Ringstraße. Es handelt sich um einen typischen Heckenfriedhof mit kreuzförmig ausgerichteten Wegen, begleitet von Alleen, Baumreihen und grabfeldüberstellenden Einzelbäumen, der von 1933 bis 1935 nach Plänen von Franz Schwäbl gestaltet ist.

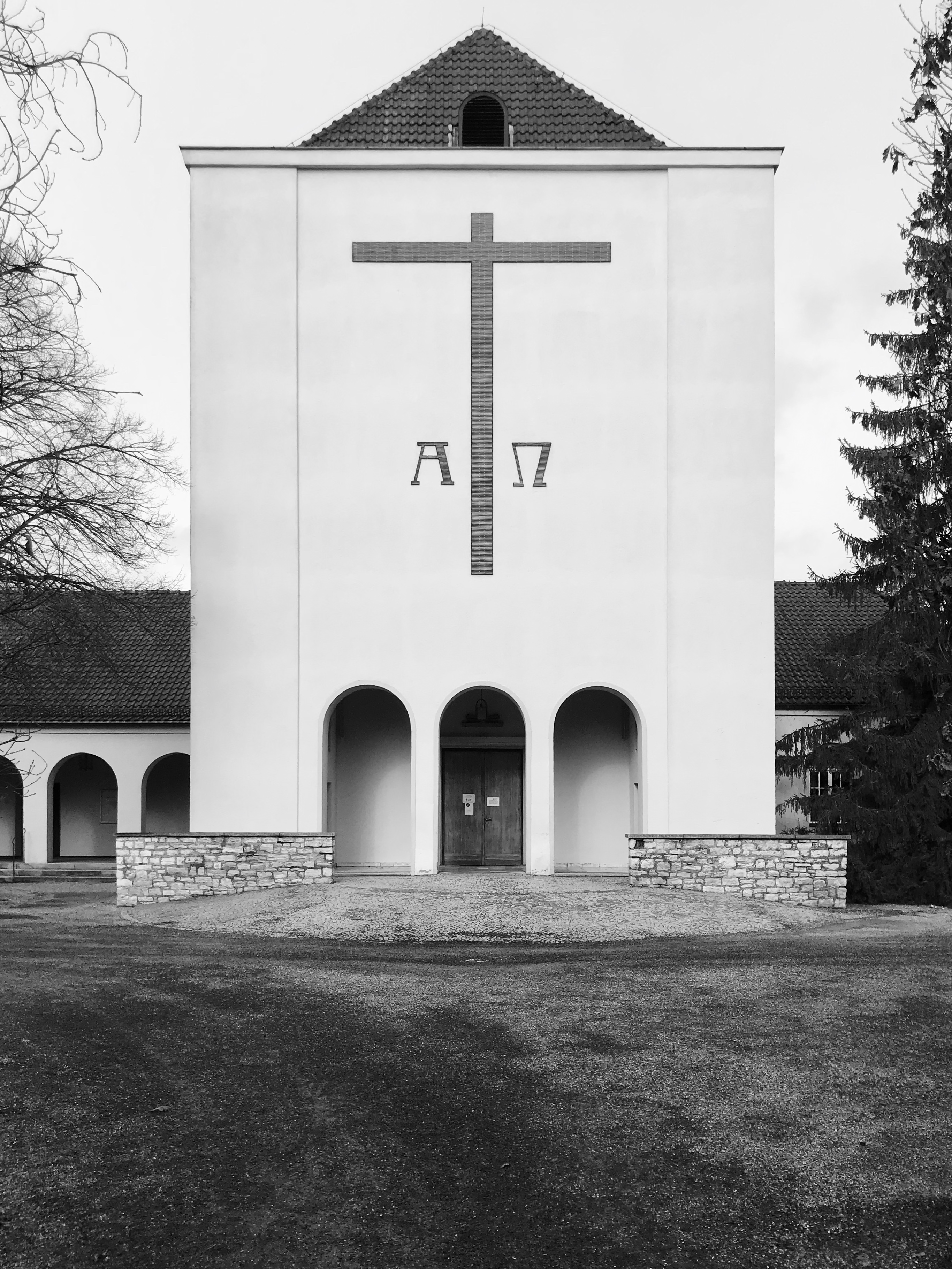
Aussegnungshalle von Franz Schwäbl

## Geschichte

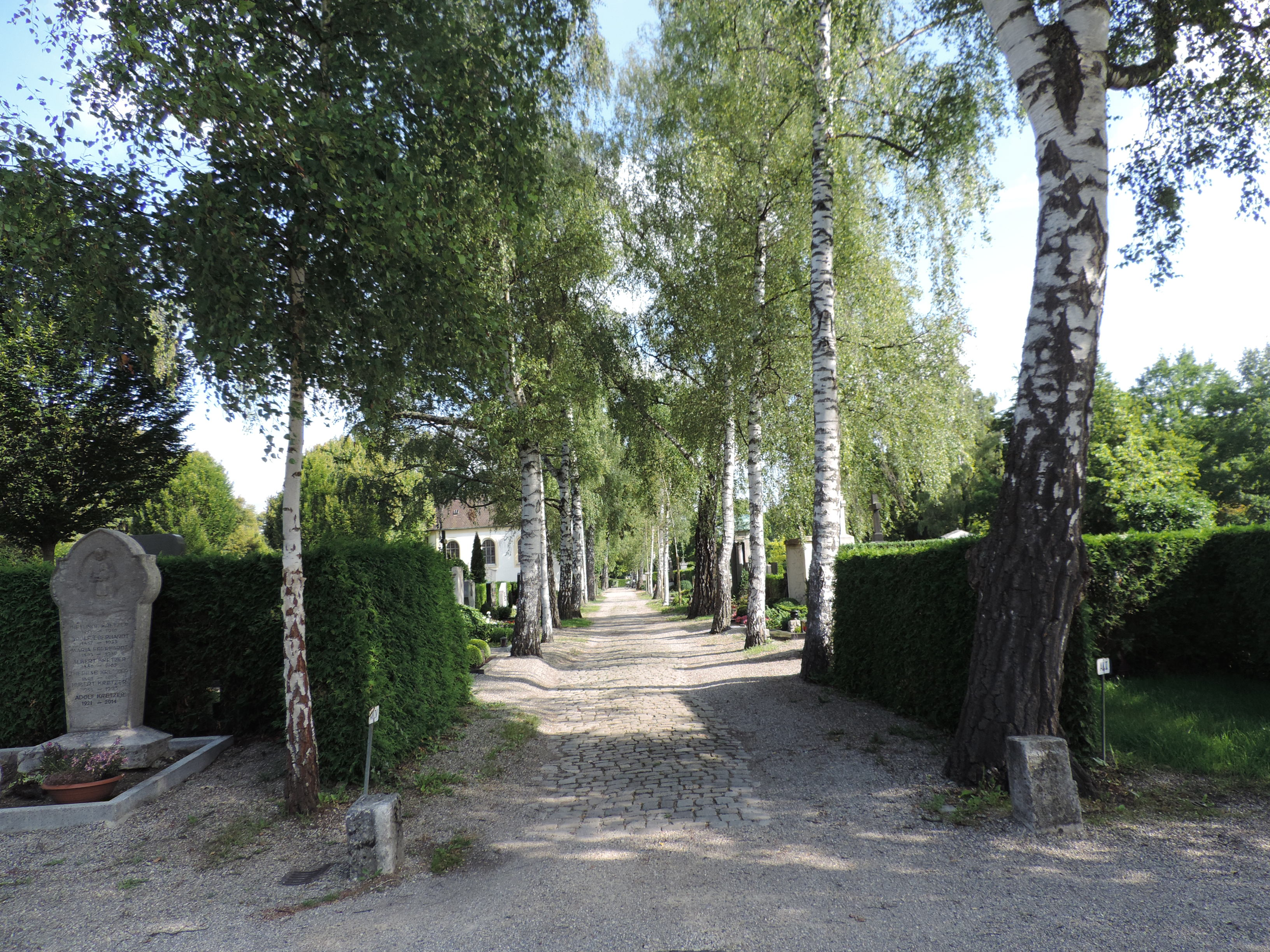
Alleen begleiten die kreuzförmig angelegten Wege

Bereits 1563 wurde aus Hygienegründen ein Friedhof außerhalb der Stadtmauern angelegt, der heutige Westfriedhof. In den Jahren 1891/92 wurde der israelitische Friedhof angelegt, der sich noch außerhalb des christlichen Friedhofs befand. Letzterer umschloss durch mehrere Erweiterungen schließlich den jüdischen Friedhof, so dass dieser heute Teil des Westfriedhofs ist. Auf dem Friedhof befinden sich eine Kapelle aus dem Jahr 1802 und ein Taharahaus. Eine grundlegende Neugestaltung und Erweiterung des Friedhofs mit einer neoklassizistischen Aussegnungshalle (1934) und Einfriedungsmauern, überwiegend aus Bruchsteinen, wurde von 1933 bis 1935 nach Plänen des städtischen Oberbaurats Franz Schwäbl errichtet. Viele angesehene Persönlichkeiten und Familien der Stadt sind auf dem Westfriedhof begraben, z. B. Marieluise Fleißer, Josef Elfinger, Albert Uhlmann, Bernhard Bruckmayer, Wilhelm Reissmüller, Hermann Paul Müller, Adolf Scherzer, Alois Schölß, Johannes Eppelein oder der letzte Scharfrichter der Stadt, Johann Ritzer.
Der Friedhof ist inzwischen von Bebauung und Verkehrsstraßen völlig umgeben. Somit ist eine Erweiterung des Areals nicht mehr möglich. Neben dem Westfriedhof unterhält die Stadt Ingolstadt den Nordfriedhof, den Ostfriedhof in Mailing und den Südfriedhof.

## Kriegerdenkmäler und Kriegsgräberstätten

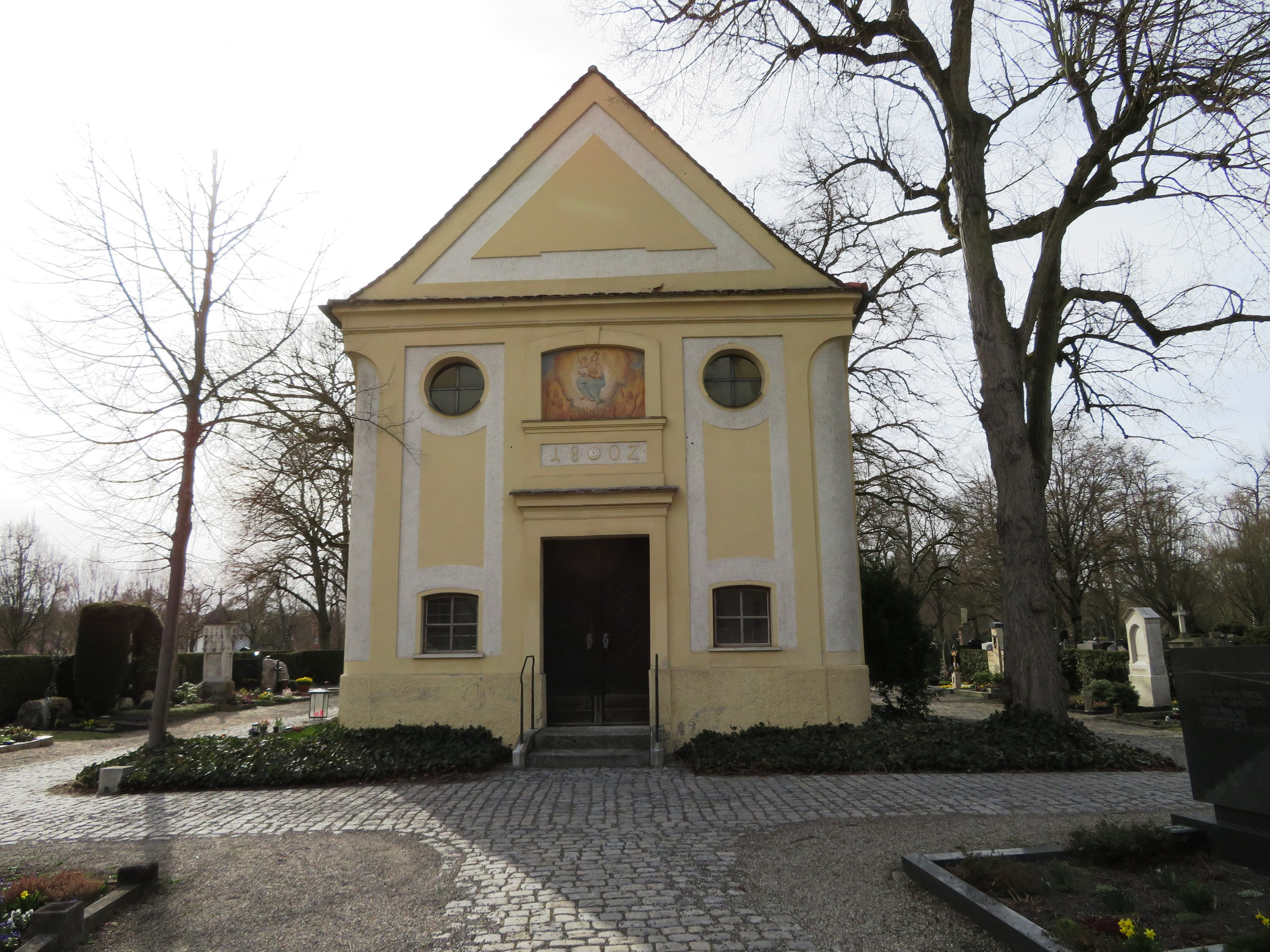
Kapelle, 1802

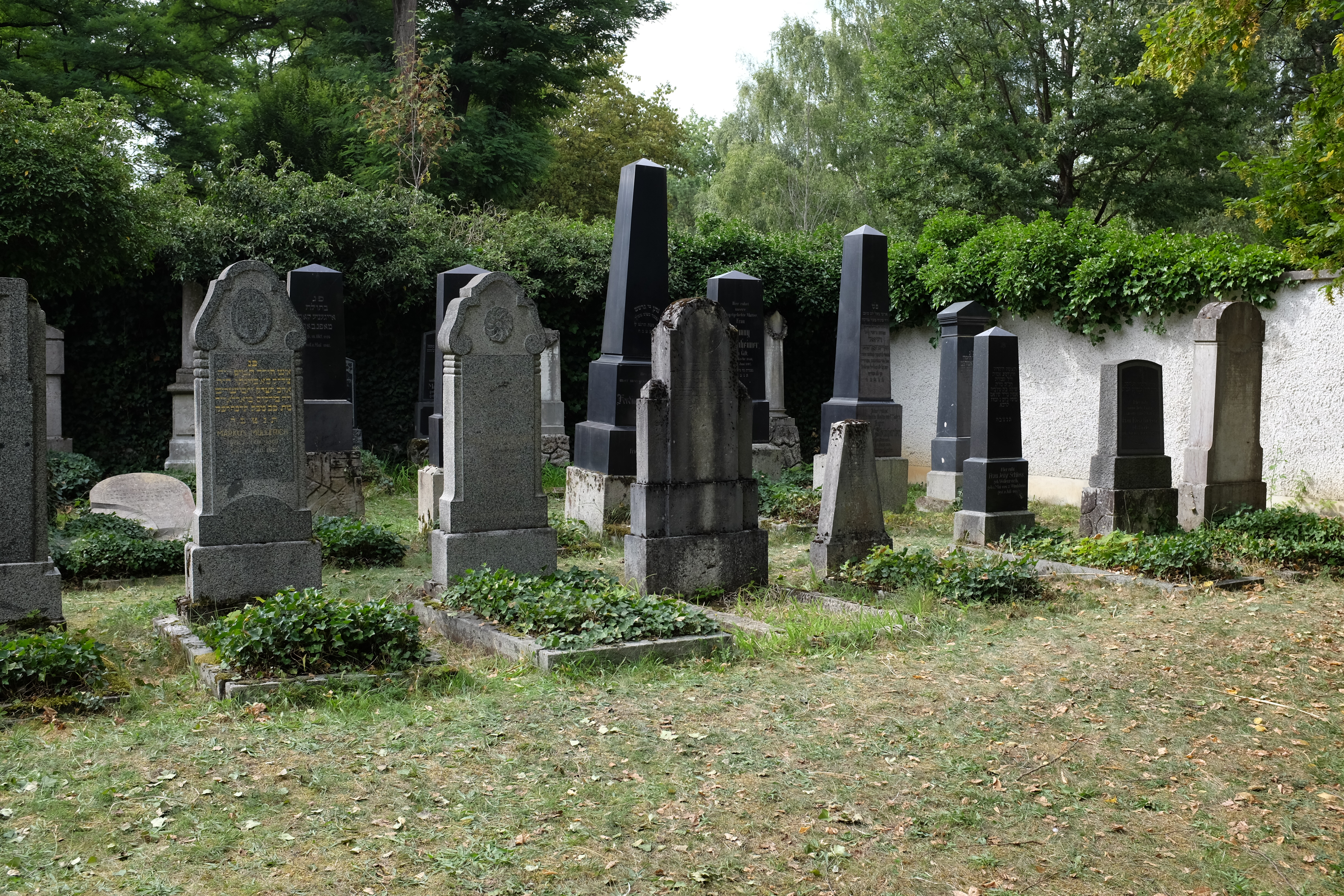
Der israelitische Friedhof

Auf dem Friedhof befinden sich Kriegsgräberstätten des Ersten und Zweiten Weltkrieges sowie Kriegerdenkmäler zur Erinnerung an die in den Ingolstädter Lazaretten verstorbenen deutschen und französischen Soldaten des Krieges 1870/71.
Ingolstadt war im Ersten Weltkrieg ein bedeutender Lazarettstandort, an dem tausende von Verwundeten behandelt wurden. 336 der im Laufe der vier Kriegsjahre ihren Verwundungen oder Krankheiten erlegenen Soldaten ruhen im Süden des Friedhofs auf einem Gräberfeld. Auf insgesamt acht Tafeln sind ihre Namen verzeichnet.
Weiterhin wurde bereits im Laufe des Ersten Weltkriegs ein Gräberfeld für verstorbene Kriegsgefangene angelegt. Die britischen, italienischen und französischen verstorbenen Kriegsgefangenen wurden ab 1924 in ihre Heimatländer überführt. So erinnert der Gedenkstein an der Südmauer des israelitischen Friedhofs noch an die hier fern ihrer Heimat ruhenden russischen, serbischen und rumänischen Soldaten.
Während des Deutsch-Französischen Krieges 1870/71 wurden bis zu 10.000 französische Kriegsgefangene im Stadtgebiet untergebracht. Der Gesundheitszustand vieler französischer Kriegsgefangen war sehr schlecht. Häufig litten sie an Typhus, Pocken, Ruhr, Diarrhoe, Lungenentzündung oder Bronchitis. So starben 381 Kriegsgefangene in Ingolstadt. Sie wurden auf dem Westfriedhof bestattet. Ein Gedenkstein erinnert noch heute an sie. Verwundete der bayerischen Armee wurden während des Krieges in das Festungslazarett in Ingolstadt verbracht. Von August 1870 bis Dezember 1872 verstarben 85 Verwundete ihren Verletzungen. Ihnen wurde auf dem Westfriedhof ein Denkmal errichtet.
Die „Ehrenhain“ genannte Grabstätte in der Nähe der Aussegnungshalle ist die letzte Ruhestätte für die 568 Kriegstoten des Zweiten Weltkrieges. Es sind Tote der Luftangriffe auf Ingolstadt von Januar bis April 1945 sowie 75 in den Jahren 1944/45 Hingerichtete, denen „Fahnenflucht“, „Wehrkraftzersetzung“ oder „Kriegspessimismus“ vorgeworfen wurde. Sie wurden am 2. November 1945 würdevoll auf den Ehrenhain umgebettet.
Im Rahmen eines Projekts der Reservistenkameradschaft Ingolstadt im VdRBw e. V. in Zusammenarbeit mit dem Volksbund Deutsche Kriegsgräberfürsorge e. V. wurden 2017–2021 Geschichts- und Erinnerungstafeln erarbeitet und der Öffentlichkeit übergeben. Diese Tafeln sollen die Kriegerdenkmäler und Kriegsgräberstätten historisch einordnen und Hintergrundinformationen geben und so als Lernorte der Geschichte dienen.

## Naturraum

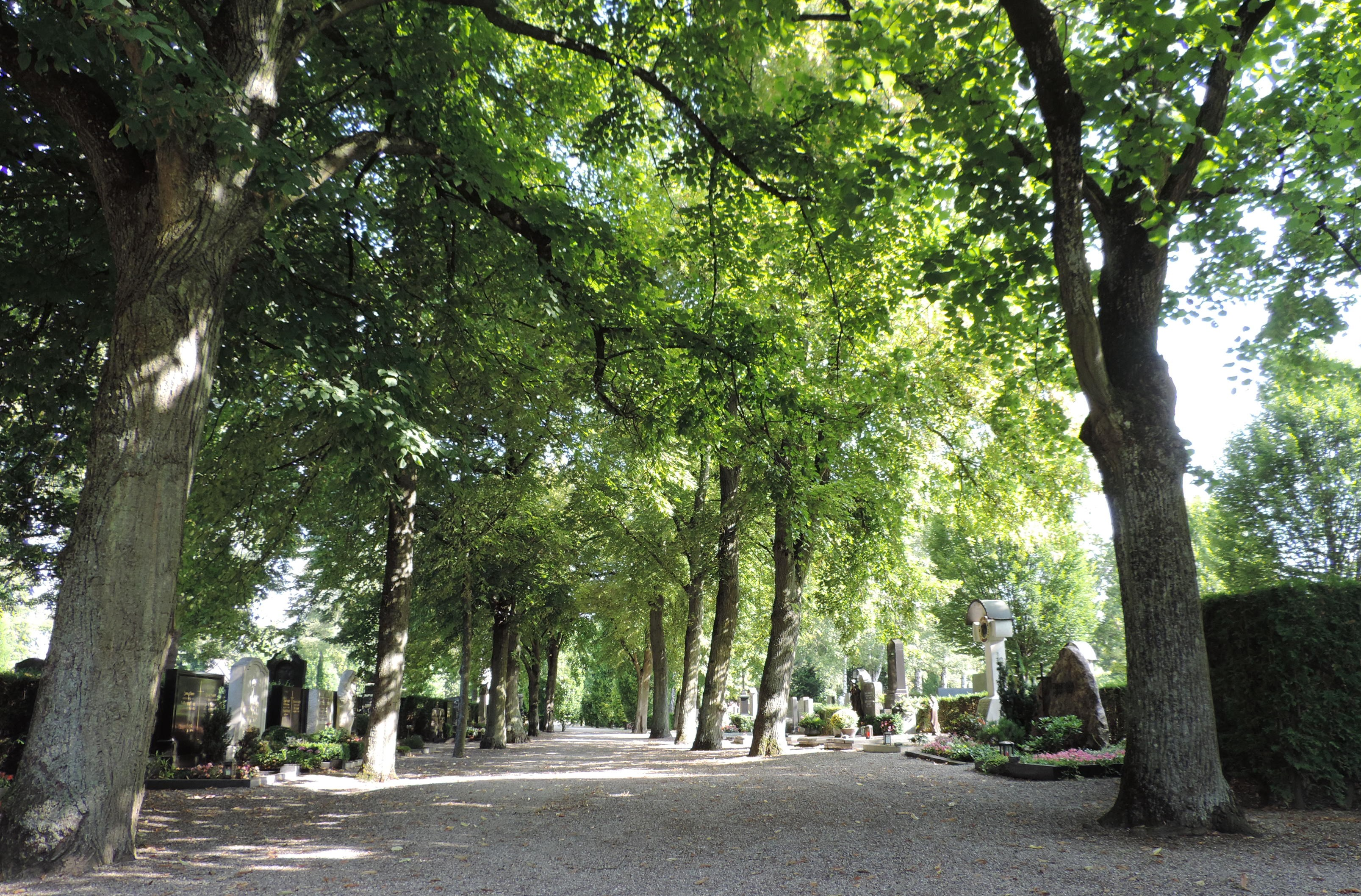
Detailansicht Westfriedhof Ingolstadt

Der Westfriedhof ist ein wertvolles Stadtbiotop, insbesondere für Brutvögel aller Art. Neben den alten Baumbeständen (Birke, Ahorn, Linde u. a. m.) dienen die ca. 6400 m langen Hecken aus Hainbuche, Feldahorn, Eibe, Hartriegel etc., die zweimal im Jahr geschnitten werden, um ihre gliedernde und platzsparende Funktion zu erhalten, als Nist- und Futtermöglichkeit.